# Triangelcichlid
Triangelcichlid (Uaru amphiacanthoides) är en fiskart som beskrevs av Heckel, 1840. Triangelcichlid ingår i släktet Uaru och familjen Cichlidae. Inga underarter finns listade i Catalogue of Life.